# マック&リタ
『マック&リタ』（原題:Mack & Rita）は2022年に公開されたアメリカ合衆国のコメディ映画である。監督はケイティ・アセルトン、主演はダイアン・キートンが務めた。

## 概略
30歳のライター、マック・マーティンはスランプに陥っていた。そんなある日、マックは旅先のパームスプリングスでシャーマン（ルカ）と出会い、彼のすすめで「なりたい自分になれる日焼けマシン」を体験することにした。その中で「自分は若い肉体に囚われているおばあちゃんのようなものである。それが辛いので少し休ませてほしい」などと叫んだばかりに、マックは本当に70歳の女性になってしまった。
マックはやむなく「リタおばさん」として新しい生活を始め、それまでにないほどの解放感・充実感を味わっていく。本作はそんなマックの姿を通して自分らしく生きることの素晴らしさを描き出す。

## キャスト
- 70歳のマッケンジー・マーティン（マック）/リタおばさん：ダイアン・キートン
  - 30歳のマッケンジー・マーティン：エリザベス・レイル
- カーラ：テイラー・ペイジ
- ジャック：ダスティン・ミリガン
- ルカ：サイモン・レックス
- シャロン：ロレッタ・デヴァイン
- アンジェラ：ウェンディ・マリック
- ベティ：ロイス・スミス
- キャロル：エイミー・ヒル
- チーズの声：マーティン・ショート
- アース：ニコール・バイヤー
- ステファニー：パティ・ハリソン
- スニータ：エイミー・カレロ

## 製作
本作の企画自体は2020年1月に立ちあがっていたが、コロナ禍の影響でお蔵入りになるかと思われていた。ところが、同年10月、プロデューサーのアレックス・サックスが製作費として50万ドルを調達することに成功し、スケールダウンや撮影計画の変更を余儀なくされたものの、何とか製作に漕ぎつけることができた。なお、50万ドルという数字はハリウッド映画の製作費としては極めて少ない額だが、アセルトン監督の前2作『The Freebie』（2010年）と『処刑島 みな殺しの女たち』（2012年）はそれ以下の製作費で撮影されている。
2021年3月18日、ケイティ・アセルトンが監督を務める新作映画にダイアン・キートンとテイラー・ペイジが出演することになったと報じられた。19日、エリザベス・レイルがキャスト入りした。26日、本作の残りの主要キャストが発表された。2022年7月3日、レオ・ビレンバーグが本作で使用される楽曲を手掛けるとの報道があった。

## 公開・マーケティング・興行収入
2022年4月27日、グラヴィタス・ベンチャーズが新しい配給レーベル、グラヴィタス・プレミアを立ち上げ、本作がその最初の配給作品になると報じられた。6月22日、本作のオフィシャル・トレイラーが公開された。8月10日、本作のプレミア上映がロサンゼルスで行われた。同月12日、本作は全米1930館で封切られ、公開初週末に103万ドルを稼ぎ出し、週末興行収入ランキング初登場14位となった。

## 評価
本作に対する批評家の評価は芳しいものではない。映画批評集積サイトのRotten Tomatoesには58件のレビューがあり、批評家支持率は26%、平均点は10点満点で4.2点となっている。サイト側による批評家の見解の要約は「ダイアン・キートンは全力を出しているものの、『マック&リタ』という陳腐なコメディ映画はほぼ全ての場面において彼女の奮闘を台無しにしている。」となっている。また、Metacriticには13件のレビューがあり、加重平均値は49/100となっている。なお、本作のCinemaScoreはD＋となっている。